# Eliminatoria al Campeonato sub-19 de la AFC 2014
La Eliminatoria al Campeonato sub-19 de la AFC 2014 fue la ronda clasificatoria que tuvieron que disputar las selecciones juveniles de Asia para poder acceder a la fase final de la eliminatoria en Myanmar que otorgaba 4 plazas para la Copa Mundial de Fútbol Sub-20 de 2015.
Participaron 40 selecciones, las cuales fueron divididas en 9 grupos eliminatorios en los que el ganador de cada grupo clasificaba directamente a la ronda final de la eliminatoria, así como los mejores 6 segundos lugares, los cuales jugarían la ronda final junto al anfitrión Myanmar.

## Grupo A
Los partidos se jugaron en Catar.
| País         | G | E | P | GF | GC | Pts |
| ------------ | - | - | - | -- | -- | --- |
| Catar        | 4 | 0 | 0 | 13 | 1  | 12  |
| Uzbekistán   | 3 | 0 | 1 | 10 | 3  | 9   |
| India        | 1 | 1 | 2 | 3  | 7  | 4   |
| Turkmenistán | 1 | 1 | 2 | 4  | 11 | 4   |
| Nepal        | 0 | 0 | 4 | 1  | 10 | 0   |

| 4 de octubre de 2013 | Nepal     | 1–2     | Turkmenistán                     | Qatar SC Stadium, Doha                                      |                                                             |
|                      | Karki 16' | Reporte | Berenov 58' (pen.) · Kovusov 79' | Asistencia: 4.300 espectadores Árbitro(s): Fahad Al-Mirdasi | Asistencia: 4.300 espectadores Árbitro(s): Fahad Al-Mirdasi |

| 4 de octubre de 2013 | India | 0–2     | Catar                       | Qatar SC Stadium, Doha                                |                                                       |
|                      |       | Reporte | Afif 61' (pen.) · Kamal 89' | Asistencia: 1.818 espectadores Árbitro(s): Ali Shaban | Asistencia: 1.818 espectadores Árbitro(s): Ali Shaban |

| 6 de octubre de 2013 | Turkmenistán | 0–1     | Uzbekistán  | Qatar SC Stadium, Doha                                     |                                                            |
|                      |              | Reporte | Sidorov 77' | Asistencia: 559 espectadores Árbitro(s): Mukhtar Al Yarimi | Asistencia: 559 espectadores Árbitro(s): Mukhtar Al Yarimi |

| 6 de octubre de 2013 | Nepal | 0–1     | India     | Qatar SC Stadium, Doha                                        |                                                               |
|                      |       | Reporte | Faiaz 86' | Asistencia: 5.000 espectadores Árbitro(s): Dmitriy Mashentsev | Asistencia: 5.000 espectadores Árbitro(s): Dmitriy Mashentsev |

| 8 de octubre de 2013 | Uzbekistán                                                    | 5–0     | Nepal | Qatar SC Stadium, Doha                              |                                                     |
|                      | Normurodov 14' · Shomurodov 35' 62' 71' · Davlatov 49' (pen.) | Reporte |       | Asistencia: 580 espectadores Árbitro(s): Ali Shaban | Asistencia: 580 espectadores Árbitro(s): Ali Shaban |

| 8 de octubre de 2013 | Catar                                                             | 7–0     | Turkmenistán | Qatar SC Stadium, Doha                                    |                                                           |
|                      | Al Nasr 10' 23' 55' · Al Jabali 29' · Al Sadi 66' 85' · Thiam 89' | Reporte |              | Asistencia: 345 espectadores Árbitro(s): Fahad Al-Mirdasi | Asistencia: 345 espectadores Árbitro(s): Fahad Al-Mirdasi |

| 10 de octubre de 2013 | India | 0–3     | Uzbekistán                      | Qatar SC Stadium, Doha                                     |                                                            |
|                       |       | Reporte | Asliddin 44' 63' · Davlatov 51' | Asistencia: 304 espectadores Árbitro(s): Mukhtar Al Yarimi | Asistencia: 304 espectadores Árbitro(s): Mukhtar Al Yarimi |

| 10 de octubre de 2013 | Catar                   | 2–0     | Nepal | Palembang SC Stadium, Palembang                               |                                                               |
|                       | Al Nasr 57' · Kamal 72' | Reporte |       | Asistencia: 3.200 espectadores Árbitro(s): Dmitriy Mashentsev | Asistencia: 3.200 espectadores Árbitro(s): Dmitriy Mashentsev |

| 12 de octubre de 2013 | Turkmenistán                    | 2–2     | India                   | Qatar SC Stadium, Doha                              |                                                     |
|                       | Berenov 9' (pen.) · Kovusov 85' | Reporte | Sarthak 48' · Singh 84' | Asistencia: 450 espectadores Árbitro(s): Ali Shaban | Asistencia: 450 espectadores Árbitro(s): Ali Shaban |

| 12 de octubre de 2013 | Uzbekistán   | 1–2     | Catar                | Qatar SC Stadium, Doha                                    |                                                           |
|                       | Urinboev 85' | Reporte | Afif 23', 56' (pen.) | Asistencia: 250 espectadores Árbitro(s): Fahad Al-Mirdasi | Asistencia: 250 espectadores Árbitro(s): Fahad Al-Mirdasi |

## Grupo B
Los partidos se jugaron en Jordania.
| País       | G | E | P | GF | GC | Pts |
| ---------- | - | - | - | -- | -- | --- |
| UAE        | 4 | 0 | 0 | 15 | 1  | 12  |
| Yemen      | 3 | 0 | 1 | 9  | 3  | 9   |
| Jordania   | 1 | 1 | 2 | 3  | 5  | 4   |
| Maldivas   | 1 | 1 | 2 | 1  | 8  | 4   |
| Afganistán | 0 | 0 | 4 | 1  | 12 | 0   |

| 4 de octubre de 2013 | Afganistán | 0–1     | Maldivas      | Prince Mohammed Stadium, Zarqa                           |                                                          |
|                      |            | Reporte | Rizuvan 45+2' | Asistencia: 100 espectadores Árbitro(s): Timur Faizullin | Asistencia: 100 espectadores Árbitro(s): Timur Faizullin |

| 4 de octubre de 2013 | Yemen       | 1–2     | UAE                             | Amman International Stadium, Amán                         |                                                           |
|                      | Mahdi 90+1' | Reporte | Al-Blooshi 31' · Gheilani 45+1' | Asistencia: 90 espectadores Árbitro(s): Yousef Al-Marzouq | Asistencia: 90 espectadores Árbitro(s): Yousef Al-Marzouq |

| 6 de octubre de 2013 | Afganistán | 0–3     | Yemen                                      | Prince Mohammed Stadium, Zarqa                            |                                                           |
|                      |            | Reporte | Hafeedh 45+1' · Hezam 69' · Al-Mufti 90+2' | Asistencia: 30 espectadores Árbitro(s): Yaqoob Abdul Baki | Asistencia: 30 espectadores Árbitro(s): Yaqoob Abdul Baki |

| 6 de octubre de 2013 | Maldivas | 0–0     | Jordania | Amman International Stadium, Amán                           |                                                             |
|                      |          | Reporte |          | Asistencia: 200 espectadores Árbitro(s): Tayeb Shamsuzzaman | Asistencia: 200 espectadores Árbitro(s): Tayeb Shamsuzzaman |

| 8 de octubre de 2013 | UAE                                                                              | 5–0     | Maldivas | Prince Mohammed Stadium, Zarqa                           |                                                          |
|                      | Al-Hashmi 8' · Al-Alawi 38' · Shawkan 50' · Al-Shams 57' (pen.) · Al-Blooshi 70' | Reporte |          | Asistencia: 70 espectadores Árbitro(s): Marai Al-Alawaji | Asistencia: 70 espectadores Árbitro(s): Marai Al-Alawaji |

| 8 de octubre de 2013 | Jordania      | 2–1     | Afganistán  | Amman International Stadium, Amán                       |                                                         |
|                      | Faisal 2' 66' | Reporte | Satar 90+2' | Asistencia: 50 espectadores Árbitro(s): Timur Faizullin | Asistencia: 50 espectadores Árbitro(s): Timur Faizullin |

| 10 de octubre de 2013 | UAE | 6–0     | Afganistán | Prince Mohammed Stadium, Zarqa                            |                                                           |
|                       | Al-Shamsi 24' (pen.) · Al-Hajri 41' (pen.) · Shawkan 44' · Al-Hashmi 55' (pen.) · Gheilani 74' · Al-Abdulla 81' (pen.) | Reporte |            | Asistencia: 50 espectadores Árbitro(s): Yaqoob Abdul Baki | Asistencia: 50 espectadores Árbitro(s): Yaqoob Abdul Baki |

| 10 de octubre de 2013 | Yemen                 | 2–1     | Jordania      | Amman International Stadium, Amán                           |                                                             |
|                       | Mahdi 19' · Hezam 79' | Reporte | Al-Marafi 14' | Asistencia: 250 espectadores Árbitro(s): Tayeb Shamsuzzaman | Asistencia: 250 espectadores Árbitro(s): Tayeb Shamsuzzaman |

| 12 de diciembre de 2013 | Maldivas | 0–3     | Yemen                           | Prince Mohammed Stadium, Zarqa                            |                                                           |
|                         |          | Reporte | Hezam 8' 83' · Mahdi 60' (pen.) | Asistencia: 100 espectadores Árbitro(s): Marai Al-Alawaji | Asistencia: 100 espectadores Árbitro(s): Marai Al-Alawaji |

| 12 de diciembre de 2013 | Jordania | 0–2     | UAE                           | Amman International Stadium, Amán                         |                                                           |
|                         |          | Reporte | Al-Hashimi 36' · Gheilani 47' | Asistencia: 50 espectadores Árbitro(s): Yousef Al-Marzouq | Asistencia: 50 espectadores Árbitro(s): Yousef Al-Marzouq |

## Grupo C
Los partidos se jugaron en Irak.
| País      | G | E | P | GF | GC | Pts |
| --------- | - | - | - | -- | -- | --- |
| Irak      | 2 | 1 | 0 | 9  | 0  | 7   |
| Bangladés | 1 | 1 | 1 | 1  | 6  | 4   |
| Kuwait    | 1 | 1 | 1 | 3  | 2  | 4   |
| Pakistán  | 0 | 1 | 2 | 1  | 9  | 1   |

| 8 de octubre de 2013 | Kuwait                          | 3–1     | Pakistán    | Franso Hariri Stadium, Erbil                                |                                                             |
|                      | Al Harbi 7' 58' · Mubarak 90+3' | Reporte | Mansoor 88' | Asistencia: 40 espectadores Árbitro(s): Charymurat Kurbanov | Asistencia: 40 espectadores Árbitro(s): Charymurat Kurbanov |

| 8 de octubre de 2013 | Irak                                                              | 6–0     | Bangladés | Franso Hariri Stadium, Erbil                            |                                                         |
|                      | Ali Mhawi 20' · Karim 26' 35' · Attwan 37' · Rasan 69' · Abed 81' | Reporte |           | Asistencia: 200 espectadores Árbitro(s): Fahad Al-Marri | Asistencia: 200 espectadores Árbitro(s): Fahad Al-Marri |

| 10 de octubre de 2013 | Pakistán | 0–3     | Irak                                 | Franso Hariri Stadium, Erbil                               |                                                            |
|                       |          | Reporte | Abdul-Malek 26' 28' · Salam Enad 60' | Asistencia: 70 espectadores Árbitro(s): Rysbek Shekerbekov | Asistencia: 70 espectadores Árbitro(s): Rysbek Shekerbekov |

| 10 de octubre de 2013 | Bangladés | 1–0     | Kuwait | Franso Hariri Stadium, Erbil                                 |                                                              |
|                       | Miya 66'  | Reporte |        | Asistencia: 100 espectadores Árbitro(s): Charymurat Kurbanov | Asistencia: 100 espectadores Árbitro(s): Charymurat Kurbanov |

| 12 de octubre de 2013 | Pakistán | 0–0     | Bangladés | Franso Hariri Stadium, Erbil                               |                                                            |
|                       |          | Reporte |           | Asistencia: 50 espectadores Árbitro(s): Rysbek Shekerbekov | Asistencia: 50 espectadores Árbitro(s): Rysbek Shekerbekov |

| 12 de octubre de 2013 | Irak | 0–0     | Kuwait | Franso Hariri Stadium, Erbil                            |                                                         |
|                       |      | Reporte |        | Asistencia: 300 espectadores Árbitro(s): Fahad Al-Marri | Asistencia: 300 espectadores Árbitro(s): Fahad Al-Marri |

## Grupo D
Los partidos se jugaron en Irán.
| País           | G | E | P | GF | GC | Pts |
| -------------- | - | - | - | -- | -- | --- |
| Irán           | 3 | 0 | 0 | 9  | 1  | 9   |
| Arabia Saudita | 2 | 0 | 1 | 7  | 2  | 6   |
| Líbano         | 0 | 1 | 2 | 2  | 8  | 1   |
| Tayikistán     | 0 | 1 | 2 | 0  | 7  | 1   |

| 8 de octubre de 2013 | Arabia Saudita                        | 2–1     | Líbano           | Shahid Bahonar Stadium, Kermán                                  |                                                                 |
|                      | Al-Shehri 74' (pen.) · Al-Mushayt 76' | Reporte | Ali Chehab 45+1' | Asistencia: 100 espectadores Árbitro(s): Hettikamkanamge Perera | Asistencia: 100 espectadores Árbitro(s): Hettikamkanamge Perera |

| 8 de octubre de 2013 | Irán | 2–0     | Tayikistán | Shahid Bahonar Stadium, Kermán                            |                                                           |
|                      |      | Reporte |            | Asistencia: 500 espectadores Árbitro(s): Masoud Tufaylieh | Asistencia: 500 espectadores Árbitro(s): Masoud Tufaylieh |

| 10 de octubre de 2013 | Tayikistán | 0–5     | Arabia Saudita                                                                                | Shahid Bahonar Stadium, Kermán                             |                                                            |
|                       |            | Reporte | Al-Mushayt 21' · Al-Shmrani 32' · Al-Khayri 37' · Al-Shehri 89' (pen.) · Al-Joui 90+1' (pen.) | Asistencia: 100 espectadores Árbitro(s): Murad Al-Zawahreh | Asistencia: 100 espectadores Árbitro(s): Murad Al-Zawahreh |

| 10 de octubre de 2013 | Líbano          | 1–6     | Irán                                                            | Shahid Bahonar Stadium, Kermán                           |                                                          |
|                       | Salem 7' (pen.) | Reporte | Ali 2' · Sohrabian 22' 86' · Azmoun 37' 75' (pen.) · Sarlak 47' | Asistencia: 500 espectadores Árbitro(s): Khamis Al-Marri | Asistencia: 500 espectadores Árbitro(s): Khamis Al-Marri |

| 12 de octubre de 2013 | Líbano | 0–0     | Tayikistán | Shahid Bahonar Stadium, Kermán                            |                                                           |
|                       |        | Reporte |            | Asistencia: 50 espectadores Árbitro(s): Murad Al-Zawahreh | Asistencia: 50 espectadores Árbitro(s): Murad Al-Zawahreh |

| 12 de octubre de 2013 | Irán       | 1–0     | Arabia Saudita | Shahid Bahonar Stadium, Kermán                                    |                                                                   |
|                       | Aghaei 38' | Reporte |                | Asistencia: 2,000 espectadores Árbitro(s): Hettikamkanamge Perera | Asistencia: 2,000 espectadores Árbitro(s): Hettikamkanamge Perera |

## Grupo E
Los partidos se jugaron en Palestina.
| País      | G                  | E                  | P                  | GF                 | GC                 | Pts                |
| --------- | ------------------ | ------------------ | ------------------ | ------------------ | ------------------ | ------------------ |
| Omán      | 2                  | 0                  | 0                  | 3                  | 0                  | 6                  |
| Palestina | 0                  | 1                  | 1                  | 1                  | 2                  | 1                  |
| Baréin    | 0                  | 1                  | 1                  | 1                  | 3                  | 1                  |
| Siria     | Abandonó el torneo | Abandonó el torneo | Abandonó el torneo | Abandonó el torneo | Abandonó el torneo | Abandonó el torneo |

| 8 de octubre de 2013 | Omán                                   | 2–0     | Baréin | Faisal Al-Husseini International Stadium, Al-Ram           |                                                            |
|                      | Al Rushadi 34' · Al Khalasi 57' (a.g.) | Reporte |        | Asistencia: 200 espectadores Árbitro(s): Mohammad Abu Loum | Asistencia: 200 espectadores Árbitro(s): Mohammad Abu Loum |

| 10 de octubre de 2013 | Palestina | 0–1     | Omán       | Dura Stadium, Hebrón                                                |                                                                     |
|                       |           | Reporte | Marwan 76' | Asistencia: 600 espectadores Árbitro(s): Mohanad Qasim Eesee Sarray | Asistencia: 600 espectadores Árbitro(s): Mohanad Qasim Eesee Sarray |

| 12 de octubre de 2013 | Baréin          | 1–1     | Palestina    | Faisal Al-Husseini International Stadium, Al-Ram            |                                                             |
|                       | Ali Abdulla 56' | Reporte | Dawoud 90+1' | Asistencia: 100 espectadores Árbitro(s): Vladislav Tseytlin | Asistencia: 100 espectadores Árbitro(s): Vladislav Tseytlin |

## Grupo F
Los partidos se jugaron en Malasia.
| País         | G                  | E                  | P                  | GF                 | GC                 | Pts                |
| ------------ | ------------------ | ------------------ | ------------------ | ------------------ | ------------------ | ------------------ |
| Vietnam      | 3                  | 0                  | 0                  | 16                 | 3                  | 9                  |
| Australia    | 2                  | 0                  | 1                  | 11                 | 5                  | 6                  |
| Hong Kong    | 1                  | 0                  | 2                  | 2                  | 12                 | 3                  |
| China Taipéi | 0                  | 0                  | 3                  | 1                  | 10                 | 0                  |
| Mongolia     | Abandonó el torneo | Abandonó el torneo | Abandonó el torneo | Abandonó el torneo | Abandonó el torneo | Abandonó el torneo |

| 3 de octubre de 2013 | Australia                                                          | 7–0     | Hong Kong | Kuala Lumpur Stadium, Kuala Lumpur                  |                                                     |
|                      | Skapetis 12' 48' 55' (pen.) 87' · Cristaldo 52' 68' · Oxborrow 71' | Reporte |           | Asistencia: 98 espectadores Árbitro(s): Jumpei Iida | Asistencia: 98 espectadores Árbitro(s): Jumpei Iida |

| 3 de octubre de 2013 | Vietnam                                                                     | 6–1     | China Taipéi       | Kuala Lumpur Stadium, Kuala Lumpur                           |                                                              |
|                      | Nguyễn Công Phượng 12' 55' 57' · Nguyễn Văn Toàn 21' 60' · Lâm Ti Phông 87' | Reporte | Lai Chih-hsuan 89' | Asistencia: 150 espectadores Árbitro(s): Nivon Robesh Gamini | Asistencia: 150 espectadores Árbitro(s): Nivon Robesh Gamini |

| 5 de octubre de 2013 | Hong Kong         | 1–5     | Vietnam                                                                                     | Kuala Lumpur Stadium, Kuala Lumpur               |                                                  |
|                      | Tsang Tsz Hin 69' | Reporte | Nguyễn Công Phượng 10' 68' · Nguyễn Văn Toàn 35' · Lau Hok Ming 44' (a.g.) · Lê Văn Sơn 61' | Asistencia: 200 espectadores Árbitro(s): Wang Di | Asistencia: 200 espectadores Árbitro(s): Wang Di |

| 5 de octubre de 2013 | China Taipéi | 0–3     | Australia                      | Kuala Lumpur Stadium, Kuala Lumpur                       |                                                          |
|                      |              | Reporte | Olsen 20' · Ikonomidis 21' 47' | Asistencia: 76 espectadores Árbitro(s): Banjar Al-Dosari | Asistencia: 76 espectadores Árbitro(s): Banjar Al-Dosari |

| 7 de octubre de 2013 | Australia      | 1–5     | Vietnam                                                                                        | Kuala Lumpur Stadium, Kuala Lumpur                   |                                                      |
|                      | Skapetis 45+3' | Reporte | Nguyễn Công Phượng 8' 54' · Hoàng Thanh Tùng 17' · Nguyễn Văn Toàn 44' · Lê Văn Sơn 70' (pen.) | Asistencia: 300 espectadores Árbitro(s): Jumpei Iida | Asistencia: 300 espectadores Árbitro(s): Jumpei Iida |

| 7 de octubre de 2013 | China Taipéi | 0–1     | Hong Kong           | Kuala Lumpur Stadium, Kuala Lumpur                          |                                                             |
|                      |              | Reporte | Law Hiu Chung 90+2' | Asistencia: 30 espectadores Árbitro(s): Nivon Robesh Gamini | Asistencia: 30 espectadores Árbitro(s): Nivon Robesh Gamini |

## Grupo G
Los partidos se jugaron en Indonesia.
| País          | G                  | E                  | P                  | GF                 | GC                 | Pts                |
| ------------- | ------------------ | ------------------ | ------------------ | ------------------ | ------------------ | ------------------ |
| Indonesia     | 3                  | 0                  | 0                  | 9                  | 2                  | 9                  |
| Corea del Sur | 2                  | 0                  | 1                  | 11                 | 4                  | 6                  |
| Filipinas     | 0                  | 1                  | 2                  | 2                  | 8                  | 1                  |
| Laos          | 0                  | 1                  | 2                  | 3                  | 11                 | 1                  |
| Guam          | Abandonó el torneo | Abandonó el torneo | Abandonó el torneo | Abandonó el torneo | Abandonó el torneo | Abandonó el torneo |

| 8 de octubre de 2013 | Corea del Sur                                  | 4–0     | Filipinas | Gelora Bung Karno Stadium, Yakarta                                      |                                                                         |
|                      | Park In-Hyeok 27' · Hwang Hee-Chan 50' 71' 77' | Reporte |           | Asistencia: 2,000 espectadores Árbitro(s): Mohd Amirul Izwan Bin Yaacob | Asistencia: 2,000 espectadores Árbitro(s): Mohd Amirul Izwan Bin Yaacob |

| 8 de octubre de 2013 | Indonesia                                         | 4–0     | Laos | Gelora Bung Karno Stadium, Yakarta                        |                                                           |
|                      | Muchlis 11' 52' · Sitanggang 85' · Evan Dimas 89' | Reporte |      | Asistencia: 15,000 espectadores Árbitro(s): Sukhbir Singh | Asistencia: 15,000 espectadores Árbitro(s): Sukhbir Singh |

| 10 de octubre de 2013 | Laos           | 1–5     | Corea del Sur                                                                 | Gelora Bung Karno Stadium, Yakarta                     |                                                        |
|                       | Natphasouk 34' | Reporte | Hwang Hee-Chan 3' (pen.) · Seol Tae-Su 18' · Lee Jeong-Bin 29' (pen.) 76' 90' | Asistencia: 2,300 espectadores Árbitro(s): Ng Chiu Kok | Asistencia: 2,300 espectadores Árbitro(s): Ng Chiu Kok |

| 10 de octubre de 2013 | Filipinas | 0–2     | Indonesia                 | Gelora Bung Karno Stadium, Yakarta                       |                                                          |
|                       |           | Reporte | Hargianto 27' · Yabes 81' | Asistencia: 18,000 espectadores Árbitro(s): Sgt. Win Cho | Asistencia: 18,000 espectadores Árbitro(s): Sgt. Win Cho |

| 12 de octubre de 2013 | Laos | 2–2     | Filipinas             | Gelora Bung Karno Stadium, Yakarta                       |                                                          |
|                       |      | Reporte | Calvo 44' · Gadia 90' | Asistencia: 15,000 espectadores Árbitro(s): Sgt. Win Cho | Asistencia: 15,000 espectadores Árbitro(s): Sgt. Win Cho |

| 12 de octubre de 2013 | Corea del Sur                               | 2–3     | Indonesia              | Gelora Bung Karno Stadium, Yakarta                                       |                                                                          |
|                       | Seol Tae-Su 32' (pen.) · Seo Myeong-Won 88' | Reporte | Evan Dimas 30' 49' 86' | Asistencia: 50,000 espectadores Árbitro(s): Mohd Amirul Izwan Bin Yaacob | Asistencia: 50,000 espectadores Árbitro(s): Mohd Amirul Izwan Bin Yaacob |

## Grupo H
Los partidos se jugaron en Tailandia.
| País            | G | E | P | GF | GC | Pts |
| --------------- | - | - | - | -- | -- | --- |
| Corea del Norte | 3 | 0 | 0 | 12 | 0  | 9   |
| Tailandia       | 2 | 0 | 1 | 10 | 2  | 6   |
| Singapur        | 1 | 0 | 2 | 3  | 8  | 3   |
| Brunéi          | 0 | 0 | 3 | 1  | 16 | 0   |

| 8 de octubre de 2013 | Corea del Norte                                                                                     | 6–0     | Brunéi | Thai-Japanese Stadium, Bangkok                                    |                                                                   |
|                      | Myong Song 21' (pen.) · Jong Hyok 23' · Chol Min 31' · Song Il 39' · Chol Song 64' · Kuk Chol 90+3' | Reporte |        | Asistencia: 300 espectadores Árbitro(s): Ali Sabah Adday Al Qaysi | Asistencia: 300 espectadores Árbitro(s): Ali Sabah Adday Al Qaysi |

| 8 de octubre de 2013 | Tailandia                       | 3–0     | Singapur | Thai-Japanese Stadium, Bangkok                   |                                                  |
|                      | Issariya 12' 45+3' · Jenrob 57' | Reporte |          | Asistencia: 820 espectadores Árbitro(s): Ma Ning | Asistencia: 820 espectadores Árbitro(s): Ma Ning |

| 10 de octubre de 2013 | Singapur | 0–4     | Corea del Norte                                | Thai-Japanese Stadium, Bangkok                           |                                                          |
|                       |          | Reporte | Jong Hyok 14' · Yu Song 24' 31' · Nam Gwon 29' | Asistencia: 230 espectadores Árbitro(s): Rowan Arumughan | Asistencia: 230 espectadores Árbitro(s): Rowan Arumughan |

| 10 de octubre de 2013 | Brunéi | 0–7     | Tailandia                                                                     | Thai-Japanese Stadium, Bangkok                                         |                                                                        |
|                       |        | Reporte | Jansawang 10' 90+4' · Isariya 31' · Jeentanorm 45+1' 68' 90+2' · Phitiwat 54' | Asistencia: 800 espectadores Árbitro(s): Mohamed Abdelkarim Al-Zarooni | Asistencia: 800 espectadores Árbitro(s): Mohamed Abdelkarim Al-Zarooni |

| 12 de octubre de 2013 | Corea del Norte             | 2–0     | Tailandia | Thai-Japanese Stadium, Bangkok                     |                                                    |
|                       | Jong Hyok 10' · Yu Song 61' | Reporte |           | Asistencia: 1,000 espectadores Árbitro(s): Ma Ning | Asistencia: 1,000 espectadores Árbitro(s): Ma Ning |

| 12 de octubre de 2013 | Singapur                           | 3–1     | Brunéi   | Thai-Japanese Stadium, Bangkok                                    |                                                                   |
|                       | Brandon 76' 86' · Tan Zen Yang 83' | Reporte | Asri 63' | Asistencia: 220 espectadores Árbitro(s): Ali Sabah Adday Al Qaysi | Asistencia: 220 espectadores Árbitro(s): Ali Sabah Adday Al Qaysi |

## Grupo I
Los partidos se jugaron en China.
| País    | G | E | P | GF | GC | Pts |
| ------- | - | - | - | -- | -- | --- |
| Japón   | 2 | 1 | 0 | 12 | 2  | 7   |
| China   | 2 | 1 | 0 | 7  | 2  | 7   |
| Malasia | 1 | 0 | 2 | 7  | 8  | 3   |
| Macao   | 0 | 0 | 3 | 0  | 14 | 0   |

| 8 de octubre de 2013 | Japón                                                            | 6–0     | Macao | Jiaxing Sports Center Stadium, Jiaxing                |                                                       |
|                      | Kawabe 9' · Oyama 12' · Kaneko 19' · Ochi 44' 59' · Kitagawa 89' | Reporte |       | Asistencia: 150 espectadores Árbitro(s): Tong Kui Sum | Asistencia: 150 espectadores Árbitro(s): Tong Kui Sum |

| 8 de octubre de 2013 | China                                | 3–1     | Malasia  | Jiaxing Sports Center Stadium, Jiaxing                 |                                                        |
|                      | Xiang Baixu 32' 45' · Wei Shihao 83' | Reporte | Alif 63' | Asistencia: 1,580 espectadores Árbitro(s): Vo Minh Tri | Asistencia: 1,580 espectadores Árbitro(s): Vo Minh Tri |

| 10 de octubre de 2013 | Macao | 0–3     | China                                             | Jiaxing Sports Center Stadium, Jiaxing                                     |                                                                            |
|                       |       | Reporte | Tang Shi 54' · Wang Jinxian 55' · Wei Jinzong 67' | Asistencia: 3,180 espectadores Árbitro(s): Muhammad Taqi Al-Jaafari Jahari | Asistencia: 3,180 espectadores Árbitro(s): Muhammad Taqi Al-Jaafari Jahari |

| 10 de octubre de 2013 | Malasia          | 1–5     | Japón                                                                 | Jiaxing Sports Center Stadium, Jiaxing                     |                                                            |
|                       | Ariff 38' (pen.) | Reporte | Ochi 3' · Kaneko 24' (pen.) · Miyaichi 77' · Minamino 79' · Miura 86' | Asistencia: 1,180 espectadores Árbitro(s): Alireza Faghani | Asistencia: 1,180 espectadores Árbitro(s): Alireza Faghani |

| 12 de octubre de 2013 | Malasia                                                   | 5–0     | Macao | Jiaxing Sports Center Stadium, Jiaxing               |                                                      |
|                       | Alif 12' · Irfan 22' · Awang 29' · Raphi 34' · Amirul 81' | Reporte |       | Asistencia: 258 espectadores Árbitro(s): Vo Minh Tri | Asistencia: 258 espectadores Árbitro(s): Vo Minh Tri |

| 12 de octubre de 2013 | Japón         | 1–1     | China            | Jiaxing Sports Center Stadium, Jiaxing                  |                                                         |
|                       | Koyamatsu 53' | Reporte | Miura 67' (a.g.) | Asistencia: 9,300 espectadores Árbitro(s): Tong Kui Sum | Asistencia: 9,300 espectadores Árbitro(s): Tong Kui Sum |

## Clasificados al Campeonato sub-19 de la AFC
| - Australia - China - Indonesia - Irán | - Irak - Japón - Birmania (anfitrión) - Omán | - Corea del Norte - Catar - Corea del Sur - Tailandia | - UAE - Uzbekistán - Vietnam - Yemen |